# 龚六堂
龚六堂（1970年7月—），男，汉族，湖北监利人，中华人民共和国政治人物。现任北京工商大学副校长，教授，博士生导师，民进北京市委副主委。第十四届全国政协委员。